# Манојло Ђорђевић Призренац
Манојло Ђорђевић Призренац (Призрен, 3. јануар 1851 — Београд, 23. јун 1896) био је српски новинар, књижевник и национални радник.

## Детињство и младост
Рођен је у Призрену, на Косову, тада делу Османског царства. Са породицом се сели у Београд 1855, где је завршио основну школу и гимназију. По завршетку школовања радио је као практикант у непознатом министарству.

## Новинарска каријера
Први часописи које је издавао били су Србска пчела (1870), „лист за књижевност, забаву и сатиру” и Југославенска звезда (1871), „лист за политику и узајамне одношаје јужних Славена”. Обе публикације излазиле су у Београду.
У марту 1872. стигао је у Праг, где је требало да ради као уредник новооснованог чешко-руског часописа „Словенски свет”. Већ 3. маја исте године ухапшен је због телеграма који је послао московским дневницима, у којем је, након нереда у Прагу, тражио „помоћ руске браће”. У августу исте године осуђен је на шест година робије, да би на крају био пуштен на слободу у јануару месецу 1877. године.
Из Чешке прелази у Загреб, где је уређивао књижевни деo Narodnih novina. Из Загреба се враћа у Београд, где је покренуо политички лист Српска реч и белетристички журнал Домаћи непријатељ. Одлуком српске владе постављен је 1894. за уредника службених Српских новина.

## Књижевни рад
У младости је писао песме. Објављивао их је по разним српским и чешким часописима, међу којима су: Јавор, Млада Србадија, Отаџбина, Словенски свет, Панчевац, Световид, Босанска вила, Виенац, и др. Највећи део његовог опуса чине приповетке и драме. Од драмског стваралаштва посебно се истичу: Слободарка, Отровница (Љубав и сујета), Златна гривна и Јасмина и Ирена. Писао је и мемоарску, новинарску и историјску прозу и путописе. Објавио је и више позоришних критика о делима славних људи Европе.
Један је од оснивача Књижевно-уметничке заједнице, претече Друштва књижевника Србије и Друштва новинара Србије.

## Одликовања
Био је носилац ордeна Таковског крста и Светог Саве IV реда, а непосредно пред смрт црногорски кнез Никола одликовао га је орденом Данила III реда.

## Галерија
- Насловна страна трагедије Слободарка (1881)
- Насловна страна друге књиге Драматских списа (1885) Манојла Ђорђевића Призренца, која садржи комаде Златна гривна и Динамит